# Campionat de Catalunya d'hoquei sobre herba femení 2025-2026
El Campionat de Catalunya Divisió d'Honor Femenina 2025-26 és la seixanta-novena edició de la competició. Se celebrà el 25 d'agost fins al 7 de setembre de 2025 i és organitzada per la Federació Catalana de Hockey. Hi participaren sis equips, la majoria dels quals competeixen a la Lliga espanyola d'hoquei sobre herba. La competició es disputa en dues fases, una primera, en format de lliga regular a una volta, i una segona, amb final i partit pel tercer i quart lloc. A la primera fase, els clubs participants es distribuïren en dos grups de tres equips cadascun i disputaren una lligueta de tres jornades. Accediren a la final els primers classificats d'ambdós grups. La final del campionat es disputa el 7 de setembre a l’Estadi Martí Colomer de Terrassa.

## Clubs participants
- Atlètic Terrassa Hockey Club
- Castelldefels Hockey Club
- Club Egara
- Júnior Futbol Club
- Reial Club de Polo de Barcelona
- Club Deportiu Terrassa

## Primera fase

### Lligueta

#### Jornada 1
| 26 d'agost         | Club Egara | vs. | Atlètic Terrassa HC | Terrassa              |  |
| 20:00 CET Partit 1 |            |     |                     | Camp Pla del Bon Aire |  |

| 26 d'agost         | Júnior FC | vs. | RC Polo | Sant Cugat del Vallès |  |
| 20:30 CET Partit 2 |           |     |         | Camp del Júnior FC    |  |

#### Jornada 2
| 29 d'agost         | CD Terrassa | vs. | Club Egara | Terrassa           |  |
| 20:00 CET Partit 3 |             |     |            | Camp Les Pedritxes |  |

| 29 d'agost         | Castelldefels HC | vs. | Júnior FC | Castelldefels             |  |
| 20:00 CET Partit 4 |                  |     |           | Camp Municipal Via Ferrea |  |

#### Jornada 3
| 2 de setembre      | Atlètic Terrassa HC | vs. | CD Terrassa | Terrassa          |  |
| 20:00 CET Partit 5 |                     |     |             | Camp de Can Salas |  |

| 2 de setembre      | RC Polo | vs. | Castelldefels HC | Barcelona |  |
| 20:45 CET Partit 6 |         |     |                  |           |  |

### Classificació
| Pos | Equip               | PJ | PG | PE | PP | GF | GC | DG | Pts |  | ATL | EGA | TER |
| --- | ------------------- | -- | -- | -- | -- | -- | -- | -- | --- |  | --- | --- | --- |
| 1   | Atlètic Terrassa HC | 0  | 0  | 0  | 0  | 0  | 0  | 0  | 0   |  | —   |     |     |
| 2   | Club Egara          | 0  | 0  | 0  | 0  | 0  | 0  | 0  | 0   |  |     | —   |     |
| 3   | CD Terrassa         | 0  | 0  | 0  | 0  | 0  | 0  | 0  | 0   |  |     |     | —   |

| Pos | Equip            | PJ | PG | PE | PP | GF | GC | DG | Pts |  | CAS | JUN | POL |
| --- | ---------------- | -- | -- | -- | -- | -- | -- | -- | --- |  | --- | --- | --- |
| 1   | Castelldefels HC | 0  | 0  | 0  | 0  | 0  | 0  | 0  | 0   |  | —   |     |     |
| 2   | Júnior FC        | 0  | 0  | 0  | 0  | 0  | 0  | 0  | 0   |  |     | —   |     |
| 3   | RC Polo          | 0  | 0  | 0  | 0  | 0  | 0  | 0  | 0   |  |     |     | —   |

## Fase final

### Final
| 7 de setembre |

| Equip1 | vs. | Equip2 |
| ------ | --- | ------ |
|        |     |        |

| Estadi Martí Colomer, Terrassa |

| }} Finalista A | }} Finalista B |